# Porl Thompson
Pearl, tidigare Porl, Thompson, född Paul Stephen Thompson 8 november 1957 i Wimbledon, England, är en brittisk musiker, känd som gitarrist i bandet The Cure.
Pearl har varit gift med sångaren Robert Smiths yngre syster, Janet Smith. Thompson blev medlem i The Cure 1978, då bandet bildades under namnet Easy Cure. Han gjorde dock ett uppehåll då de skulle släppa albumet Three Imaginary Boys år 1979. År 1983 blev Thompson återigen medlem, då spelande saxofon. Han hjälpte till med albumet The Top, och under den påföljande turnén spelade han gitarr, saxofon och keyboard.
Thompson lämnade The Cure 1994 och spelade året därpå med Jimmy Page och Robert Plant under deras turné. På albumet 4:13 Dream (2008) var Thompson åter medlem i The Cure, efter att både Perry Bamonte och Roger O'Donnell hade lämnat bandet 2005. Thompson hoppade av The Cure på nytt 2011 och har sedan dess huvudsakligen ägnat sig åt konst.